# Дорнах
Дорнах (нім. Dornach SO) — громада в Швейцарії в кантоні Золотурн, округ Дорнек.

## Географія
Громада розташована на відстані близько 65 км на північ від Берна, 31 км на північ від Золотурна.
Дорнах має площу 5,8 км², з яких на 35,7 % дозволяється будівництво (житлове та будівництво доріг), 17,4 % використовуються в сільськогосподарських цілях, 46,3 % зайнято лісами, 0,5 % не є продуктивними (річки, льодовики або гори).

## Демографія
2019 року в громаді мешкало 6849 осіб (+10,4 % порівняно з 2010 роком), іноземців було 26 %. Густота населення становила 1183 осіб/км².
За віковим діапазоном населення розподілялося таким чином: 19,2 % — особи молодші 20 років, 58,7 % — особи у віці 20—64 років, 22,2 % — особи у віці 65 років та старші. Було 3124 помешкань (у середньому 2,2 особи в помешканні).
Із загальної кількості 2818 працюючих 8 було зайнятих в первинному секторі, 408 — в обробній промисловості, 2402 — в галузі послуг.

## Особистості
- Йозеф Марія Габріель Цельгер (1867—1934) — швейцарський місіонер в Танзанії, останні роки провів в Дорнасі.

## Цікаві факти
- Відомий завдяки розташованому в місті всесвітньому центру Антропософського руху — Гетеанум.

## Галерея

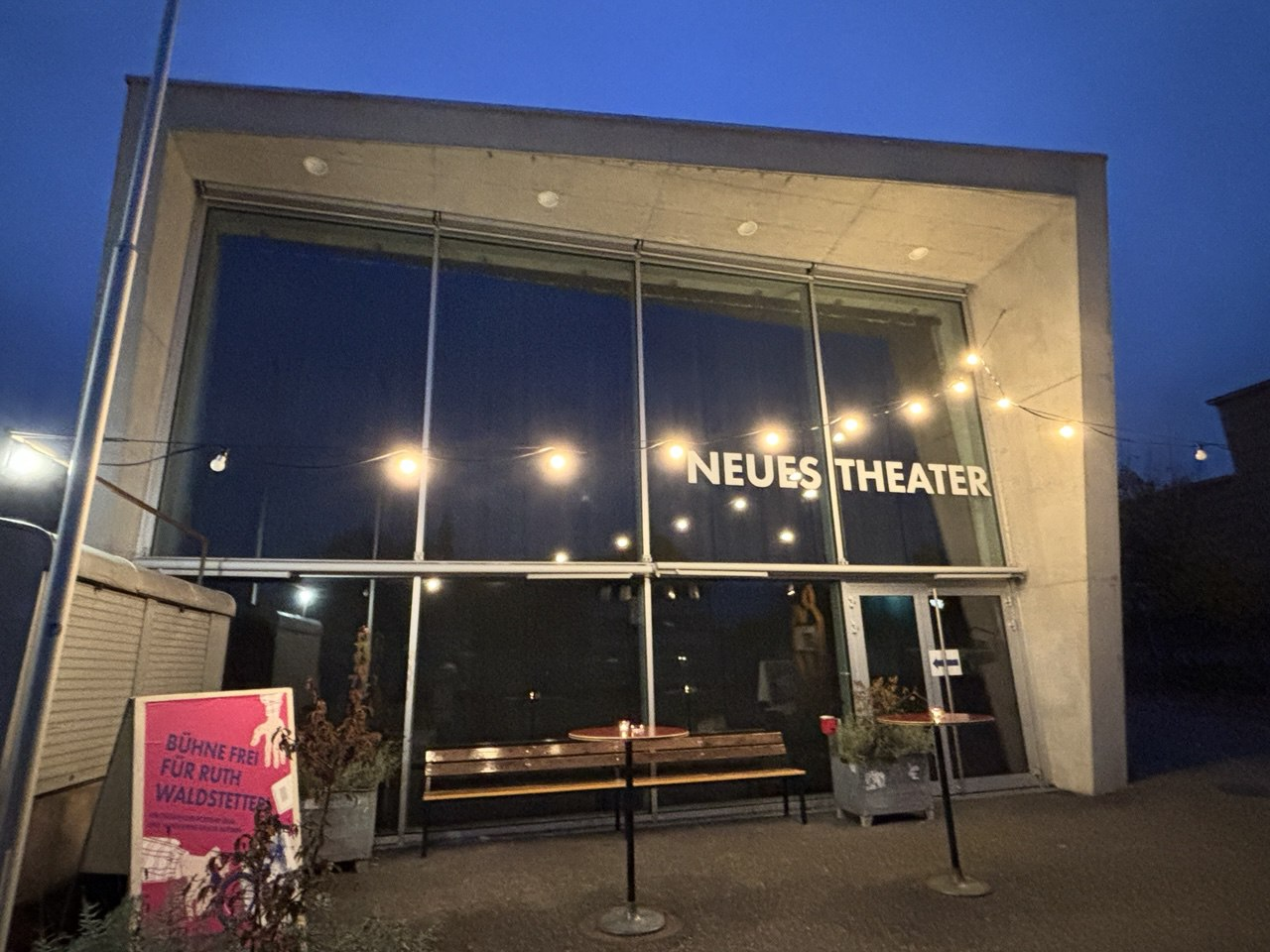
Новий театр, Дорнах, Золотурн, Швейцарія